# Puchar Kontynentalny w kombinacji norweskiej 1990/1991
Sezon 1990/1991 Pucharu Kontynentalnego w kombinacji norweskiej rozpoczął się 16 grudnia 1990 w jugosłowiańskiej Planicy, zaś ostatnie zawody z tego cyklu odbyły się 3 marca 1991 w polskim Szczyrku. W kalendarzu znalazło się sześć zawodów, wszystkie rozegrane zostały metodą Gundersena. 
Była to pierwsza historii edycja tego cyklu. Pierwotnie nosił on nazwę Pucharu Świata B, jednak w 2008 zmieniono ją na Puchar Kontynentalny. W sezonie tym najlepszy okazał się reprezentant Czechosłowacji, Josef Kovařík.

## Kalendarz i wyniki
| Lp | Data             | Miejscowość   | Konkurencja         | 1. miejsce     | 2. miejsce        | 3. miejsce         |
| -- | ---------------- | ------------- | ------------------- | -------------- | ----------------- | ------------------ |
| 1. | 16 grudnia 1990  | Planica       | Gundersen K90/15 km | Thomas Dufter  | Thomas Donaubauer | Stanisław Ustupski |
| 2. | 23 grudnia 1990  | Chaux-Neuve   | Gundersen K90/15 km | Fabrice Guy    | Andreas Schaad    | Francis Repellin   |
| 3. | 20 stycznia 1991 | Liberec       | Gundersen K90/15 km | Milan Kučera   | David Šojat       | Josef Kovařík      |
| 4. | 10 lutego 1991   | Andelsbuch    | Gundersen K90/15 km | Josef Kovařík  | Enrico Heisig     | Sven Leonhardt     |
| 5. | 24 lutego 1991   | Berchtesgaden | Gundersen K90/15 km | Andreas Schaad | Josef Kovařík     | Zbyněk Pánek       |
| 6. | 3 marca 1991     | Szczyrk       | Gundersen K90/15 km | František Máka | Thomas Donaubauer | Josef Kovařík      |

## Klasyfikacje
| Lp. | Zawodnik          | Punkty |
| 1.  | Josef Kovařík     | 84     |
| 2.  | Thomas Donaubauer | 73     |
| 3.  | Andreas Schaad    | 45     |
| 4.  | František Máka    | 44     |
| 5.  | Enrico Heisig     | 40     |
| 6.  | Zbyněk Pánek      | 39     |
| 7.  | Milan Kučera      | 35     |
| 8.  | Thomas Dufter     | 25     |
| 8.  | Fabrice Guy       | 25     |
| 10. | Jean-Yves Cuendet | 21     |